# Myōgadani (métro de Tokyo)
Myōgadani (茗荷谷駅, Myōgadani-eki) est une station du métro de Tokyo sur la ligne Marunouchi dans l'arrondissement de Bunkyō à Tokyo. Elle est exploitée par le Tokyo Metro.

## Situation sur le réseau
La station Myōgadani est située au point kilométrique (PK) 21,2 de la ligne Marunouchi.

## Histoire
La station a été inaugurée le 20 janvier 1954 sur la ligne Marunouchi.

## Services aux voyageurs

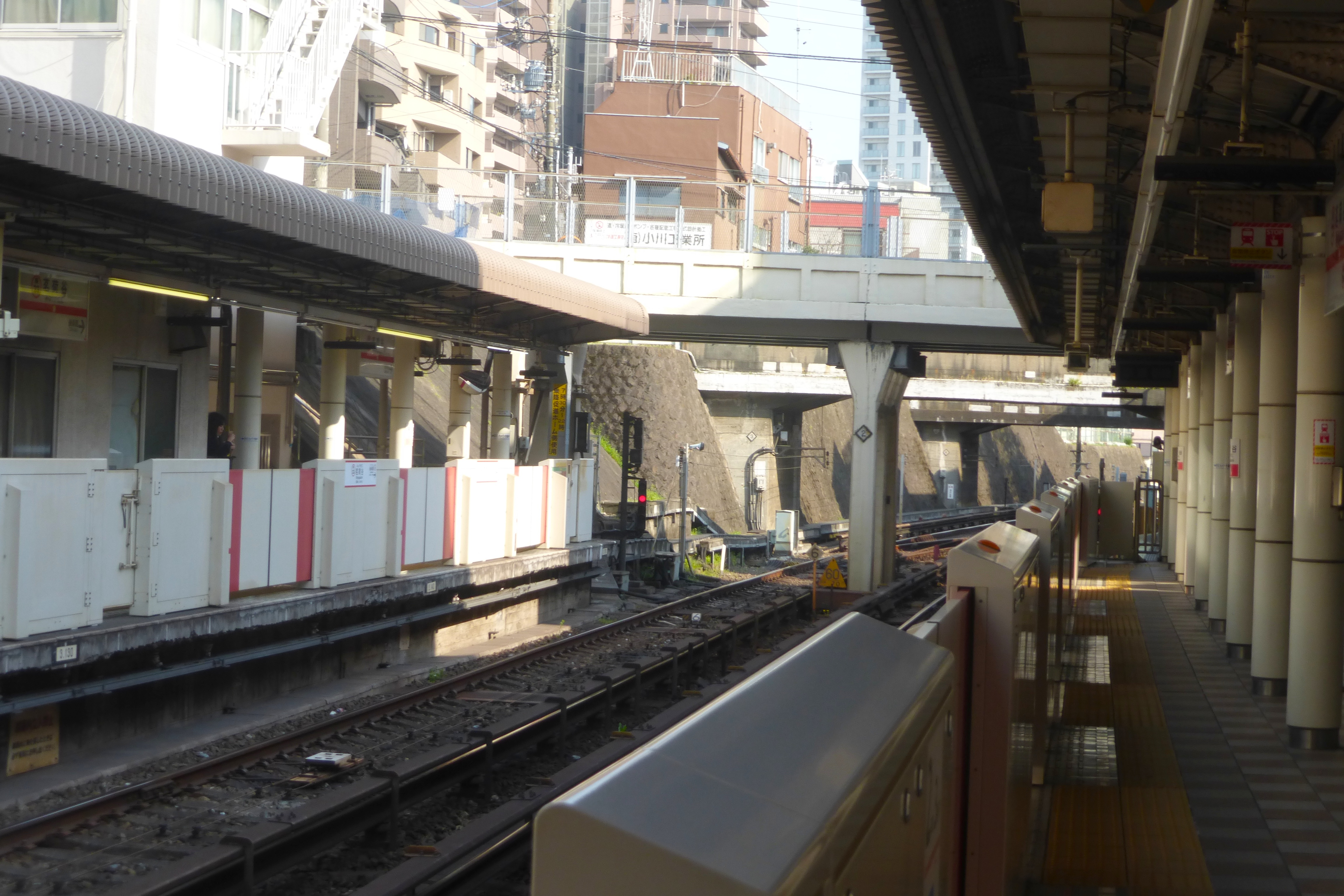
Quais de la ligne Marunouchi

### Accès et accueil
La station est ouverte tous les jours.
En moyenne en 2015, 76 033 voyageurs ont fréquenté quotidiennement la station.

### Desserte
Ligne Marunouchi :
- voie 1 : direction Ogikubo
- voie 2 : direction Ikebukuro

## A proximité
- Université d'Atomi
- Université féminine d'Ochanomizu
- Université de Takushoku